# ĸ

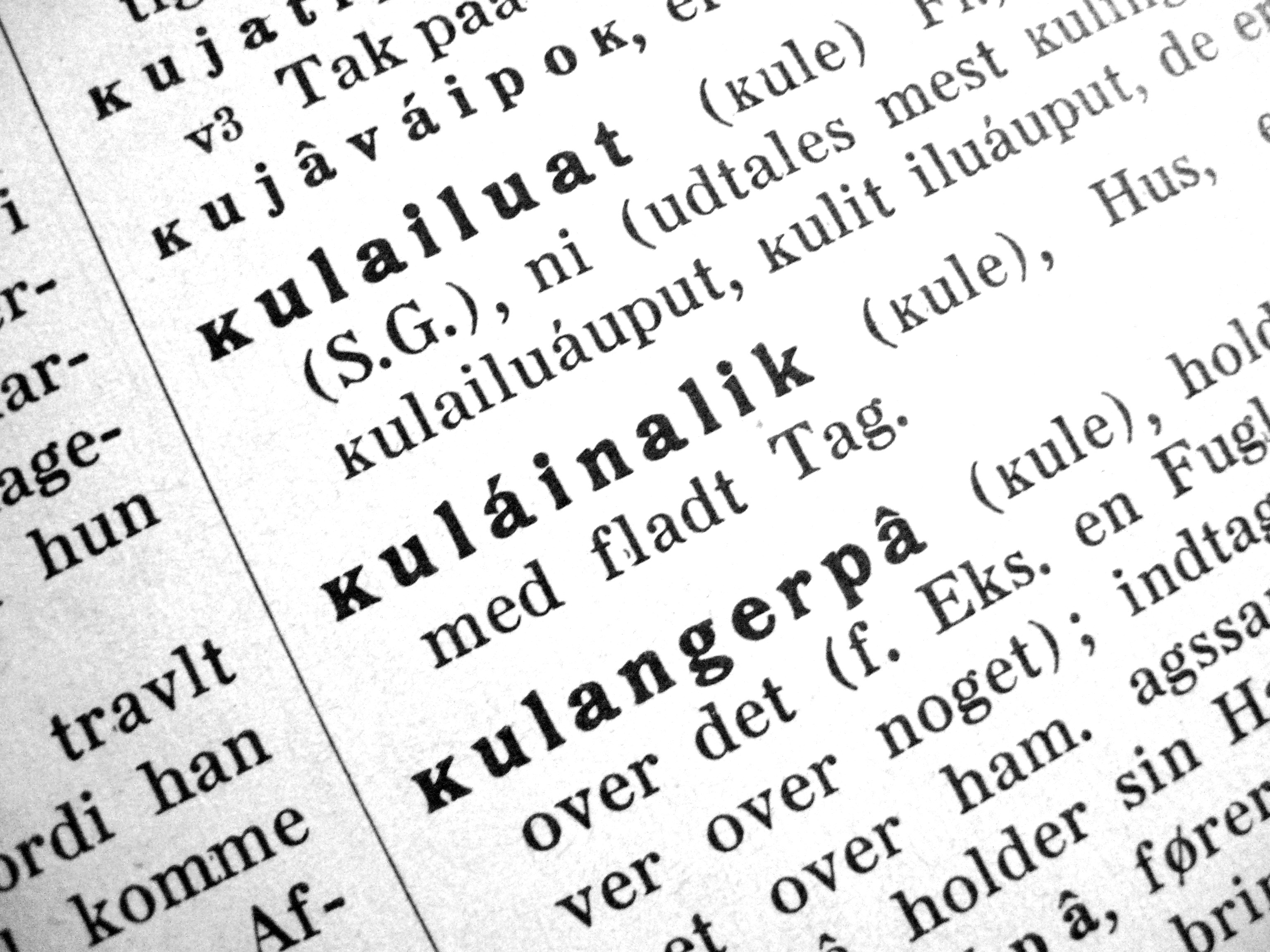
ĸ v grónsko-dánském slovníku z roku 1926

Kra (Kʼ / ĸ) je znak používaný dříve v grónském jazyce Kalaallisut, dnes se užívá jen ve zvláštním inuktitutském dialektu Nunatsiavummiutut. Vzhledem připomíná latinské kapitálkové K či řecké písmeno kappa: κ.
Označuje se jím neznělá uvulární ploziva (v IPA značená q), při abecedním řazení se považuje za variantu q, nikoli za variantu k a řadí se poblíž q.
V Unicode je reprezentován kódem U+0138 „LATIN SMALL LETTER KRA“. Verzálková varianta Kʼ nemá v Unicode svou reprezentaci, namísto toho se používá latinkové velké písmeno K následované apostrofem.
V grónštině jeho užívání skončilo jazykovou reformou v roce 1973, kdy bylo písmeno nahrazeno latinkovým písmenem q (s verzálkovou variantou Q).